# Samuel Vollenweider AG

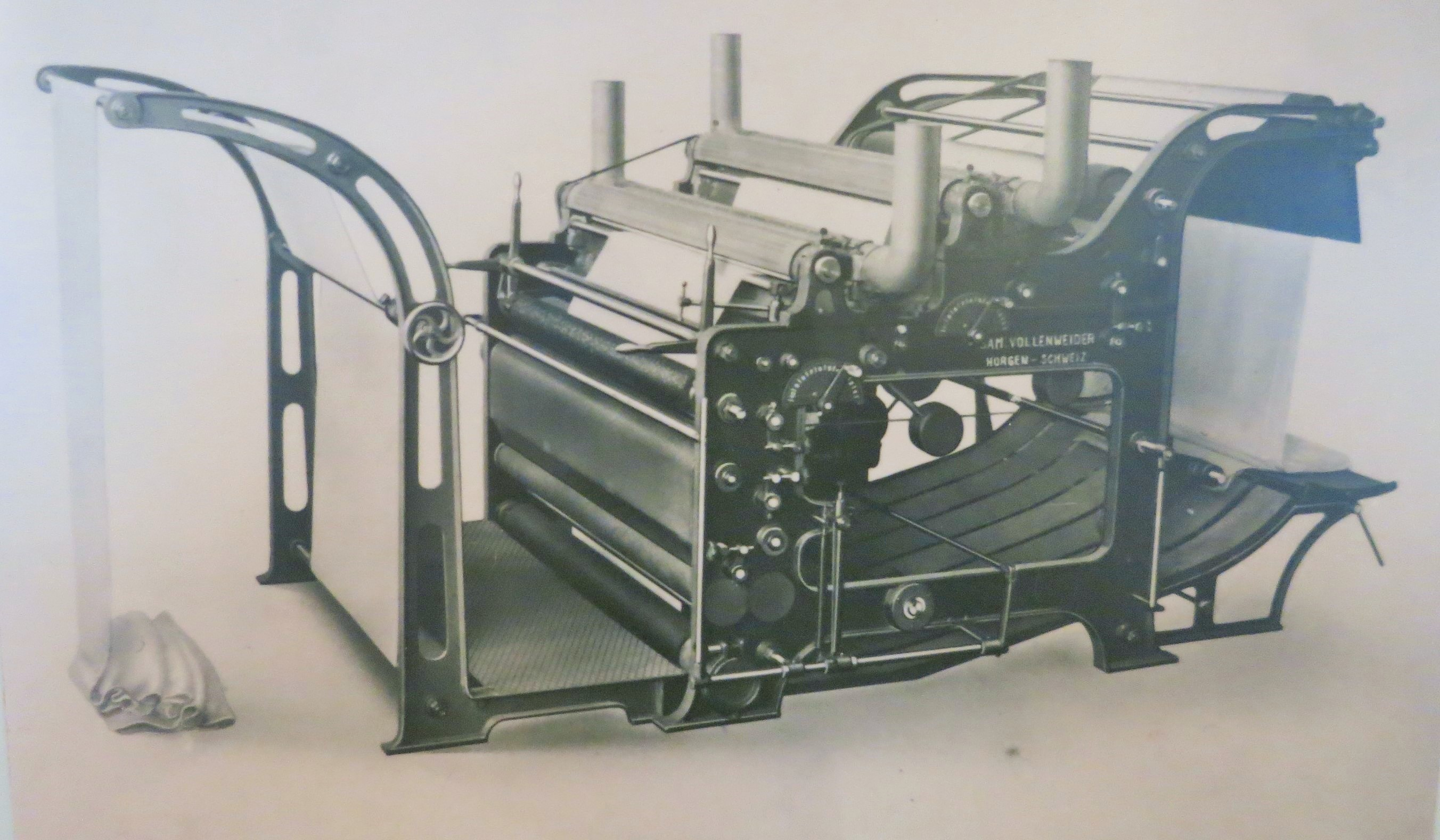
Vollenweider Tuchschermaschine KSM, 1930

Die Samuel Vollenweider AG wurde 1880 in Horgen (Kanton Zürich) gegründet. Sie stellte Maschinen zur Textilveredelung her und vereinigte sich 1991 mit der ehemaligen deutschen VEB Textima in Aue (Sachsen) unter dem Namen Gematex, der heutigen Xetma Vollenweider.

## Vorgeschichte
Das Entwicklung der Seidenindustrie in Horgen bescherte den dortigen Handwerkern viele Aufträge: Der Schreinermeister Jacques Biber begann Handwebstühle (Biberstühle) herzustellen. Es gab Arbeit für Blattmacher und Geschirrfasser. Die Schlosser stellten Rädchen und Teile aus Guss oder Eisen für die hölzernen Zettelmaschinen und Handwebstühle her.
Der in den 1850er Jahren aus Südbaden eingewanderte Schlosser Heinrich Schrader (später Schweiter AG) führte in seiner Werkstatt an der Löwengasse zuerst Reparaturarbeiten für die Seidenwebereien aus und begann ab 1854 im «Baumgärtli» die bisherigen Hilfsgeräte für die Vorbereitungsarbeiten der Weberei zu verbessern. Für die in den 1870er Jahren beginnende mechanische Weberei entwickelte er den mechanischen «Schrader»-Webstuhl. Der grosse Aufschwung der Horgner Industrie erfolgte in den 1880er und besonders 1890er Jahren.

## Geschichte

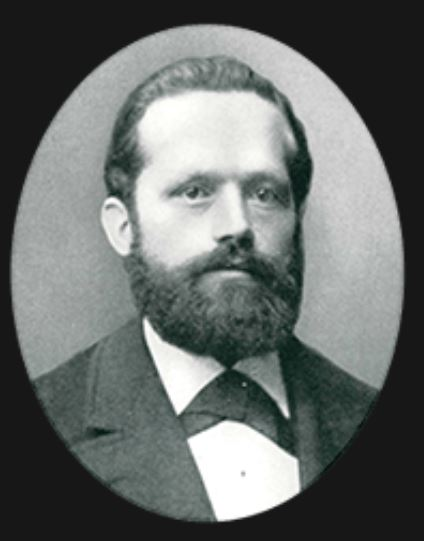
Samuel Vollenweider

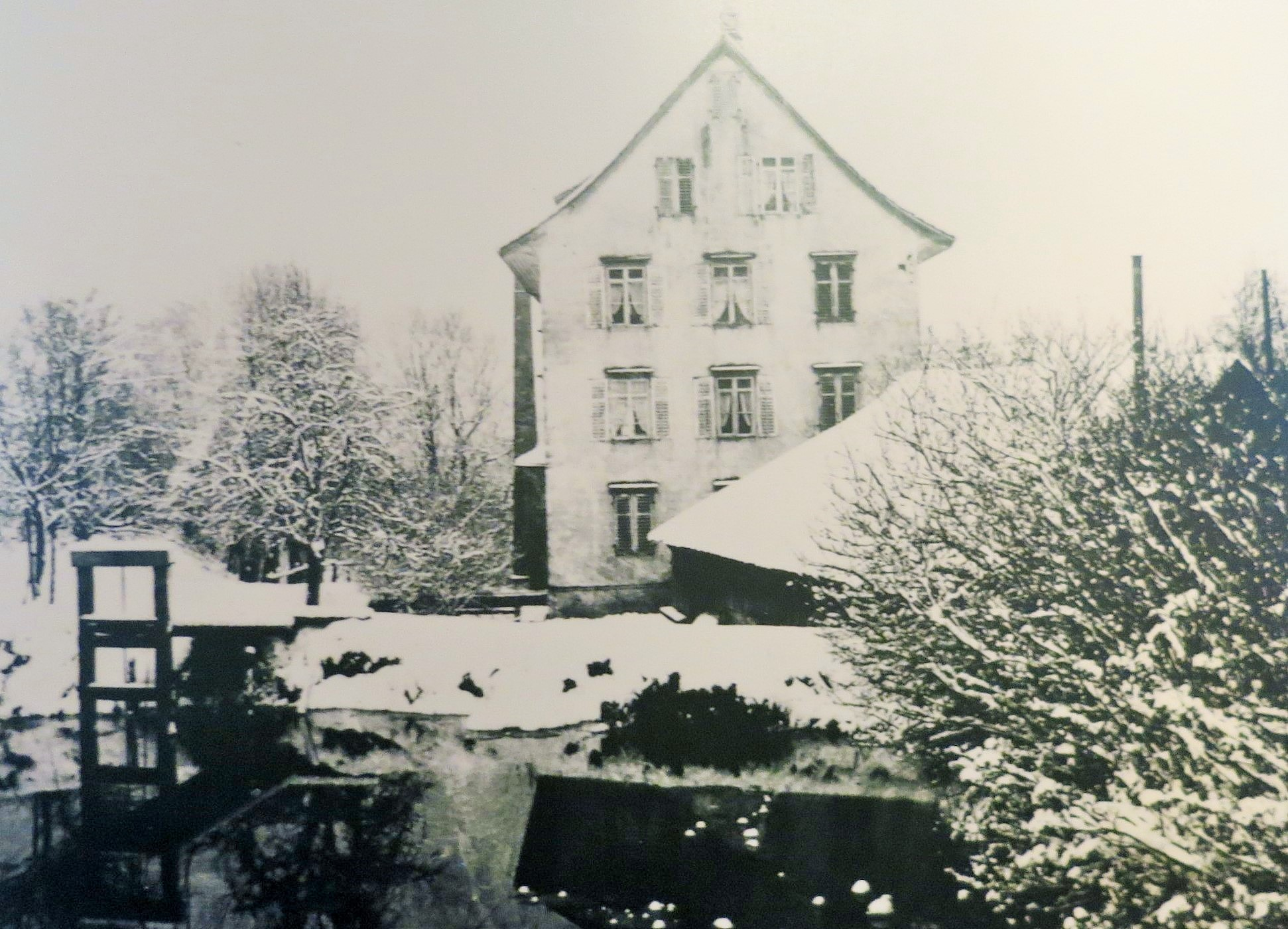
Vollenweider Schleifetobel, Horgen

Im Mai 1880 mietete Samuel Vollenweider aus Affoltern am Albis, er hatte in Jakob Grobs Blattzahnfabrik im Heubach Blattmacher gelernt, einen Raum in der damaligen Schlauchweberei Schwarzenbach oberhalb des Schleifetobels in Horgen und errichtete eine Werkstatt. Er begann mit zwei Arbeitern Webeblattzähne herzustellen. 1889 konnte er ein eigenes Geschäftshaus beim «Paradies» an der Seestrasse beziehen. 1909 übernahm sein Sohn Samuel E. Vollenweider, der in den Vereinigten Staaten mehrere Jahre neue Kenntnisse erworben hatte, den Betrieb. Er beschäftigte sich neben der Webeblattzahnherstellung mit Konstruktionsplänen für neue Maschinen und begann 1912 mit der Herstellung einer Blattbürstmaschine für das In- und Ausland, dem Grundstein für die spätere Maschinenproduktion.
Der Erste Weltkrieg brachte einen starken Absatzeinbruch. Die 1920er Jahre führten bei der Blattzahnproduktion mit dem weltweiten Export zu einem Höhepunkt. Von 1920 bis 1923 wurde das Fabrikationsprogramm mit der automatischen Webgeschirrbürstmaschine, der Blattputzmaschine «Rotorex» und der Blattbindemaschine erweitert.
Ab 1927 erfolgte eine Spezialisierung auf die Entwicklung und Herstellung von Schermaschinen, womit Vollenweider mit der Gewebeputz- und Schermaschine «Super Duplo» und der Tuchschermaschine «Optima» bald eine führende Rolle einnahm. 1938 musste die Blattzahnproduktion wegen ausländischen Konkurrenz und Zollerhöhungen eingestellt werden.
1943 schlossen sich die vier Textilmaschinenfabriken Grob, Schweiter, Stäubli und Vollenweider zur Vertriebs- und Werbegemeinschaft «Die 4 von Horgen» zusammen, um die damaligen Schwierigkeiten zu meistern und ihre Selbständigkeit bewahren zu können.
Nach dem Zweiten Weltkrieg folgten Neuentwicklungen wie die Tuchbürstmaschine, Kettenstichnähmaschine, Wolldecken-Bürstmaschine, und Wechselfäden-Schneidmaschine. 1950 wurde das Unternehmen in eine Aktiengesellschaft umgewandelt. Sie beschäftigte zu dieser Zeit 40 Arbeiter und Angestellte, entwickelte und konstruierte Maschinen, die bisher in der Schweiz nicht gebaut wurden und setzte 85 Prozent ihrer Produkte auf dem Weltmarkt ab.
Die Tuchschermaschine «Peerless» wurde 1955 und die Sengmaschine «Pyrotrop» für Gewebe und Gewirke in den 1970er Jahren entwickelt.
Das kleinste Unternehmen der «4 von Horgen» kam im April 1987 zur Schweiter-Gruppe. Produziert wurden vor allem Scher- und Sengmaschinen für die Trockenveredlung. Mit der weiterentwickelten Tuch-Schermaschine «Peerless» konnte Vollenweider die Einsatzgebiete vergrössern, insbesondere auch auf den Bereich der schweren Velourswaren.
Die Samuel Vollenweider AG (Schweiz) übernahm die ehemalige VEB Textima in Aue. Das 1991 vereinigte Unternehmen gab sich den Namen Gematex und wechselte später zu dem heutigen Firmennamen Xetma Vollenweider GmbH. Am Unternehmenshauptsitz in Aue (Sachsen) wurde 2001 ein Neubau des Produktions- und Verwaltungsgebäudes erstellt.
Heute (2016) werden die Textilveredelungsmaschinen in Deutschland hergestellt und weltweit vertrieben. Das deutsch-schweizerische Unternehmen hat den Hauptsitz in Aue (Sachsen). Bei der Xetma Vollenweider AG an der Neugasse in Horgen befindet sich ein Teil der Unternehmensleitung sowie der Vertrieb für Afrika, den Nahen Osten und Asien (Südasien).